# Bouraka
Bouraka village autonome est une localité du Cameroun, située dans l'arrondissement (commune) d'Ombessa, le département du Mbam-et-Inoubou et la région du Centre.

## Population
En 1964, Bouraka comptait 2 031 habitants, principalement des Yambassa. Lors du recensement de 2005, on y a dénombré 3 826 personnes.

## Infrastructures
La localité dispose d'un marché périodique, d'une école publique, d'une école catholique, d'une école protestante, d'un lycée public d'enseignement général, d'un CETIC, d'un poste de gendarmerie nationale, d'une mosquée, de plusieurs églises.